# Claudiu Keșerü
Claudiu-Andrei Keșerü (Oradea, el 2 de desembre de 1986) és un jugador de futbol romanès que juga com a davanter amb el PFC Ludogorets Razgrad de Bulgària i l'equip nacional de futbol romanès.